# Liste der denkmalgeschützten Objekte in Schollach (Niederösterreich)
Die Liste der denkmalgeschützten Objekte in Schollach enthält die 7 denkmalgeschützten, unbeweglichen Objekte der Gemeinde Schollach.

## Denkmäler
| Foto |                 | Denkmal                                                                                 | Standort                                                                        | Beschreibung | Metadaten |
| ---- | --------------- | --------------------------------------------------------------------------------------- | ------------------------------------------------------------------------------- | --- | --- |
| ja   | Datei hochladen | Ortskapelle Anzendorf HERIS-ID: 69891 Objekt-ID: 82982                                  | bei Anzendorf 8 Standort KG: Anzendorf                                          | Die rechteckige Kapelle mit Spitzbogenfenstern, Satteldach und dem im Nordosten vorgestellten Turm unter Spitzhelm wurde 1912 errichtet. | BDA-Hist.: Q38123379 Status: § 2a Stand der BDA-Liste: 2025-06-30 Name: Ortskapelle Anzendorf GstNr.: .45                                                                   |
| ja   | Datei hochladen | Ehem. Stollenanlage Quarz samt Trafogebäude HERIS-ID: 113691 Objekt-ID: 132056seit 2021 | bei Melkerstraße 2, östlich der Trasse der Westautobahn Standort KG: Roggendorf | Mit dem Bau der Stollenanlage (Deckname: „Projekt Quarz“) zur Untertageproduktion von Kugel- und Wälzlagern für die Rüstungsindustrie wurde 1944 begonnen. Dazu wurden Zwangsarbeiter aus dem KZ Melk herangezogen. Bis Kriegsende waren zwei Drittel der geplanten Stollen ausgebrochen und ein Drittel bereits mit Beton ausgekleidet. Anmerkung: Großflächiges Areal, Koordinaten an einer Grundstücksgrenze. Von dem gesprengten Trafogebäude existieren nur noch Überreste. | BDA-Hist.: Q105674935 Status: Bescheid Stand der BDA-Liste: 2025-06-30 Name: Ehem. Stollenanlage Quarz samt Trafogebäude GstNr.: 396, 401, 399/1, 461, 462, 463, 464        |
| ja   | Datei hochladen | Ortskapelle Roggendorf HERIS-ID: 69886 Objekt-ID: 82977                                 | bei Kapellenweg 1 Standort KG: Roggendorf                                       | Der Rechteckbau mit Satteldach und vorgestelltem Turm unter Spitzhelm entstand 1856. | BDA-Hist.: Q38123352 Status: § 2a Stand der BDA-Liste: 2025-06-30 Name: Ortskapelle Roggendorf GstNr.: .46                                                                  |
| ja   | Datei hochladen | Schloss Schallaburg mit Kapelle HERIS-ID: 35003 Objekt-ID: 33580                        | Schallaburg 1 Standort KG: Schallaburg                                          | Die 1242 erstmals urkundlich erwähnte Burg wurde ab ca. 1540 durch Christoph II. von Losenstein zu einem Renaissanceschloss umgestaltet. Der Bergfried und der nördliche Teil des Mauerrings wurden abgerissen und drei Trakte um den großen Hof errichtet. Von 1570 bis ca. 1600 entstanden die Ecktürme im Nordwesten und Nordosten, die Arkaden im großen Hof, Zwinger sowie Torbauten und der Garten, Ende des 16. Jahrhunderts der markante achtgeschoßige Turm. Der ehemalige Palas vom Ende des 11. bis Mitte des 12. Jahrhunderts wurde im 17. Jahrhundert als Speicher verwendet und verfiel in weiterer Folge. | BDA-Hist.: Q388902 Status: Bescheid Stand der BDA-Liste: 2025-06-30 Name: Schloss Schallaburg mit Kapelle GstNr.: 7, 9, 11, 13, 803, .2, .3, .4, .5, .36 Schallaburg        |
| ja   | Datei hochladen | Kath. Filial- und Wallfahrtskirche Maria Steinparz HERIS-ID: 112277seit 2022            | Steinparz 10, bei Standort KG: Schallaburg                                      | Die neugotische Kirche wurde 1857 erbaut und ersetzte eine Kapelle, die wiederum auf einen Bildbaum zurückging. Die Kirche ist durch Strebepfeiler, Pultdächer und spitzbogige Fenster gegliedert, das Innere weist ein Kreuzgewölbe auf. Neben der Kirche befindet sich eine spätere Rosaliagrotte. | BDA-Hist.: Q61774901 Status: Bescheid Stand der BDA-Liste: 2025-06-30 Name: Kath. Filial- und Wallfahrtskirche Maria Steinparz GstNr.: .35 Wallfahrtskirche Maria Steinparz |
| ja   | Datei hochladen | Ortskapelle Groß-Schollach HERIS-ID: 69889 Objekt-ID: 82980                             | bei Groß-Schollach 6 Standort KG: Schollach                                     | Aus dem Jahr 1882 stammt der schlichte Rechteckbau unter Satteldach mit spitzbogigen Fenstern sowie dem vorgestellten Turm unter Spitzhaube. | BDA-Hist.: Q38123368 Status: § 2a Stand der BDA-Liste: 2025-06-30 Name: Ortskapelle Groß-Schollach GstNr.: .53                                                              |
| ja   | Datei hochladen | Hausberg Stefring HERIS-ID: 35004 Objekt-ID: 33581                                      | Groß-Schollach 30, östlich Standort KG: Schollach                               | Der Hausberg war im 12. Jahrhundert Sitz eines Familienzweigs der aus dem Chiemgau stammenden Steferinger, die in mittelalterlichen Quellen auch als Stefringer, Steflinger oder Steveninger genannt werden. Die Burg bei Schollach wurde vermutlich um oder nach 1192 aufgegeben. Ihr pyramidenstumpfartiges Kernwerk hatte eine Seitenlänge von etwa 27 m. Es war von einem doppelten Wall-Graben-System mit einem Durchmesser von etwa 90 m umgeben, dessen nördlicher Teil noch zum Teil erkennbar ist. Die Wälle wurden ausschließlich aus dem Aushub der Gräben geschaffen. In der näheren Umgebung wurden auch Siedlungsspuren der linienbandkeramischen Kultur, der Urnenfelder- und Hallstattkultur sowie Keramik aus dem 10. Jahrhundert n. Chr. gefunden. | BDA-Hist.: Q37961119 Status: Bescheid Stand der BDA-Liste: 2025-06-30 Name: Hausberg Stefring GstNr.: 1617 Hausberg Stefring, Schollach                                     |